# Das trauernde Königspaar
Das trauernde Königspaar ist der Titel eines Gemäldes von Carl Friedrich Lessing nach Ludwig Uhlands Gedicht Das Schloß am Meere. Die bis 1830 vollendete Bildszene stellt seelischen Schmerz und Trauer eines Elternpaares über den Tod der Tochter dar und gilt als Hauptwerk der „romantisch-elegischen Seelenmalerei“ der Düsseldorfer Schule.

## Beschreibung und Bedeutung
In der steinernen, andeutungsweise mittelalterlichen Kapelle eines Herrscherbaus sitzen ein König und seine Gemahlin. Durch ein geöffnetes Fenster fällt der Blick auf den Horizont eines Meeres. Der Ausdruck der Trauer in den königlichen Gestalten gilt dem Tod der Tochter. Ihr Sarg steht an der Wand, unter einer dunklen Decke verborgen. Mit diesen Hauptelementen greift das Bild den letzten Vers von Uhlands 1805 entstandenen Gedicht Das Schloß am Meere auf:
„Wohl sah ich die Eltern beide,
Ohne der Kronen Licht,
Im schwarzen Trauerkleide;
Die Jungfrau sah ich nicht.“
Das Königspaar, das von einer Lichtquelle bestrahlt in einem dunklen, bühnenhaft konzipierten Raum sitzt, ist in üppig wallende Gewänder gehüllt. Der König, für den Akademiedirektor Wilhelm Schadow Modell gesessen haben soll, trägt eine turbanartige Haube mit Kronreif. Sein Blick ist finster und starr nach vorn ins Leere gerichtet. Vielleicht hadert er mit dem Schicksal, weil mit dem Tod der unvermählten Tochter das Ende seines Geschlechts bevorsteht. Auf der steinernen Bank ihm zur Seite sitzt gebeugt und mit gesenktem Blick seine in melancholische Innerlichkeit versunkene Frau. Ihre rechte Hand ruht anteilnehmend auf seiner schlaffen Hand, mit ihrer Linken fasst sie sich stützend an den Kopf. In Körperhaltung und Gestik dieser eng aufeinander bezogenen Personen, die kompositionell in übereinanderliegenden pyramidalen Figuren verbunden sind, konzentriert sich der dramatische Ausdruck des Bildes. Die Dominanz der bildfüllenden Figuren wird durch den Faltenwurf ihrer Gewänder verstärkt. Ihre majestätische Schwere und die Massivität der dargestellten Steinarchitektur verleihen dem Gemälde einen monumentalen Charakter.
Ein Abendhimmel mit aufziehenden Wolken verfinstert die Stimmung. Gesprungene Gläser in der Bleiverglasung des Fensters und ein auf der Sargdecke abgelegter Trauerkranz deuten das Motiv der irdischen Vergänglichkeit an. Die hockende Haltung des sich grämenden Herrscherpaars scheint sich in den seltsamen Steinfiguren des Gemäuers, die kaum aus dem Halbdunkel des Hintergrundes hervortreten und dem Paar wie eine bizarre Trauergesellschaft beiwohnen, zu wiederholen. Allein die Figur einer weiblichen Steinplastik an einer Säule am rechten Bildrand, die einer betenden Maria ähnelt, vielleicht aber wegen des ihr auf einem Schild beigesellten Drachens die Jungfrau Margareta von Antiochia darstellt, nimmt eine aufrechte Haltung ein und setzt so ein Zeichen von Glauben und Zuversicht.

## Entstehung und Provenienz
Durch Vermittlung des Dichterjuristen Friedrich von Uechtritz hatte der Berliner Kunstverein im Jahr 1828 bei Lessing ein Historienbild in Auftrag gegeben. Der Maler schlug dem Kunstverein sodann die Ausführung der Komposition Das trauernde Königspaar vor. Diese hatte er im Winter 1828/29 entwickelt. Nach Wolfgang Müller von Königswinter und Friedrich von Boetticher entstand das Motiv aus „Wehmut“ über den Tod eines in Düsseldorfer Künstlerkreisen verehrten jungen Mädchens.
Das Thema des Todes hatte Lessing schon als angehenden Landschaftsmaler in dem Gemälde Kirchhof mit Leichensteinen und Ruinen im Schnee von 1826 beschäftigt. Auch in dem 1828 bis 1830 entstandenen Klosterhof im Schnee verarbeitete er es. In den narrativen Mittelpunkt stellte er dabei eine klösterliche Bestattungsszene mit einem Sarg. Die Schwarze Romantik alter Gemäuer ließ er darin ebenfalls anklingen.
Anders als er es bei figürlicher Staffage in einer Landschaftsmalerei gewohnt war, wurde Lessing beim trauernden Königspaar von Wilhelm Schadow, dem nazarenisch geprägten Direktor der Kunstakademie Düsseldorf und meisterlichen Mentor der Düsseldorfer Maler, dazu gedrängt, die Figuren und Gegenstände nach hohen akademischen und technischen Anforderungen feinmalerisch auszuarbeiten und kompositionell sorgfältig zu arrangieren. Diese Herausforderung war nicht gering, nachdem er mit einem Karton für ein Historiengemälde, das den Titel Schlacht bei Iconium tragen sollte, bei Schadow kurz zuvor auf Missfallen gestoßen war, so dass er – so der Maler Friedrich Schaarschmidt – die Historienmalerei eigentlich schon aufgeben wollte.
Das vollendete Gemälde wurde 1830 auf der Berliner akademischen Kunstausstellung gezeigt. Gleich nach der Verlosung gelangte es in den Besitz der Zarin Alexandra Fjodorowna und dann in die Sammlung der Eremitage in Sankt Petersburg. Dort wird es im Saal 350 des Generalstabsgebäudes ausgestellt.

## Rezeption und Nachwirkungen
Bei seiner Berliner Ausstellung im Jahr 1830 wurde das Bild sofort zum Tagesgespräch. Als bildliche Umsetzung einer poetisch-literarischen Vorlage und des in ihr ausgedrückten romantischen Seelenzustandes fand es Beifall beim Publikum und bei der Kritik. Man sah in dem Gemälde, das die Betrachter zur Identifikation und Einfühlung mit den Trauernden einlud, das „höchste Gebiet des Seelenlebens“ erreicht. Der Dramatiker Karl Immermann notierte im gleichen Jahr:

„Lessing scheint von der Natur für die Darstellung des tief Bedeutsamen und Erhabenen vorzüglich berufen zu sein. Seine Entwürfe, Zeichnungen und Bilder offenbaren einen hohen Ernst. (…) In der Historie greift er nach kräftigen, herrischen Szenen, nach Momenten eines titanenhaften Zustandes. (…) Gestalten, Stellung und Faltenwurf deuten auf eine Heldenzeit. Es ist eine untergegangene, größere Welt, die in diesem Bilde sich spiegelt.“

Außerdem neigte man vor dem Hintergrund der Ereignisse der Julirevolution, des aufstrebenden Bürgertums und seiner Bewegungen bald dazu, dem Bild eine politische und epochale Bedeutung zuzumessen. Der Kunstkenner Atanazy Raczyński erklärte 1836 gar, es sei das erste Werk, durch welches sich ein neues Zeitalter ankündige. Der Kunstkritiker Hermann Püttmann meinte:

„Die königlichen Gestalten sind übergroße und ragen wie die Geister der Abgeschiedenheit in unsere, dem inneren Wesen nach republikanische Gegenwart hinein. (…) Die ernsten traurigen Königsgestalten tragen zernichtende Vorwürfe für die Jetztzeit in ihren kraftvollen hehren Zügen. Es sind die Ahnenbilder berühmter Vorfahren, die zürnend von der Wand der Galerie schauen, in welcher die krüppelhaften Nachkommen sich entnervenden Bacchanalien hingeben. (…) Es scheint uns, als wenn das Königspaar Abschied von der Welt nehme und als bedeute der Sarg von der schönen Tochter, daß ihm das Liebste schon vorausgegangen.“

Der Kunsthistoriker Wolfgang Hütt interpretierte diese zeitgenössische Deutung einerseits als „romantische Grundstimmung“ und als „das Aufrichten eines der Vergangenheit entlehnten Ideals als belehrendes Beispiel für die Gegenwart“, andererseits als „Unzufriedenheit mit der erlebten Gegenwart“ und als „Ausdruck wachsender Opposition“.

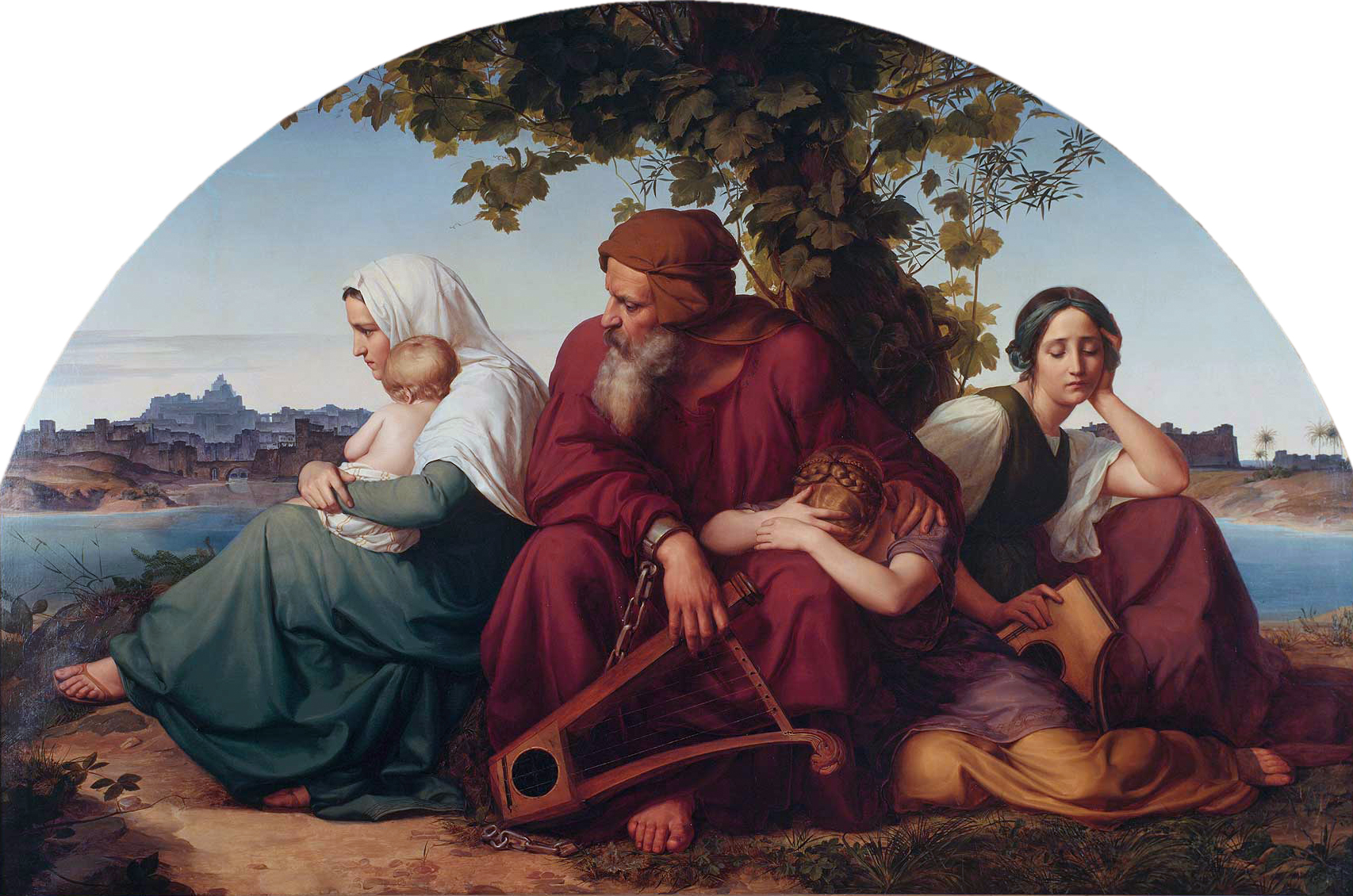
Eduard Bendemann: Die trauernden Juden im Exil, 1832

Als wegweisende romantische Inszenierung von Trauer war das Gemälde ein Vorbild für den Maler Eduard Bendemann. In dessen 1832 geschaffenem Historienbild Die trauernden Juden im Exil findet sich eine ähnliche Komposition von Figuren. An Lessings Bildschöpfung knüpfte er insbesondere durch die bildbeherrschende Figur des bärtigen, starr vor sich „hinbrütenden“ Greises an. Auch reduzierte er die Handlung zugunsten einer kontemplativen Darstellung der Melancholie.
Lessings Gemälde fand weite Verbreitung durch grafische Reproduktionen, beispielsweise 1838 durch einen Nachstich von Gustav Lüderitz. Ferner avancierte es zu einem beliebten Motiv für die Aufführung von Lebenden Bildern, in Düsseldorf etwa auf dem „Dürer-Fest“ 1833, 1834 auf einer Abendveranstaltung im Stadttheater unter musikalischer Begleitung von Felix Mendelssohn Bartholdy und auf der „Uhland-Feier“ 1863.
Düsseldorfer Trauerbilder wie Lessings Königspaar oder Bendemanns Juden bildeten die Avantgarde einer künstlerisch allmählich abflachenden Welle ähnlicher Bilder. Ihrer wurden Kunstkritik und Publikum seit dem Ende der 1830er Jahre überdrüssig. Man sprach vom „Düsseldorfer Schmerz, von der Weichlichkeit, vom stereotyp gewordenen Brüten“.